# Chances (canción)
«Chances» es un sencillo del álbum Look Sharp! de Roxette. Fue publicado el 28 de diciembre de 1988 y fue compuesto por Per Gessle.
El video alterna escenas de lo que parece ser un concierto en colores, y escenas en blanco y negro de un casino con Marie Fredriksson como dealer en un juego de black jack y también en una ruleta, mientras Per Gessle es el apostador.

## Lista de canciones
7" sencillo EMI 13-6324-7, 28-12-1988
Lado A: «Chances» 4:07
Lado B: «Silver Blue» 4:06
12" sencillo EMI 060-13-6327-6, 1988
Lado A: «Chances» (Dancehall Version) 8:25
Lado B: «Chances» (7" Versión) 4:07
"Silver Blue" 4:06

## Créditos
- Per Gessle - Voz y compositor
- Marie Fredriksson - Voz
- Clarence Öfwerman - Producción de la canción "Silver Blue".
- Adam Moseley - Producción y mezcla de la canción "Chances".
- Julian Adair - Asistente de ingeniería
- Morris Michael - Guitarra eléctrica y acústica
- Andrew Wright - Teclados y programación
- Graham Edwards - Bajo
- Adam McCulloch - Saxofón
- Mikael Jansson - Fotografía
- Kjell Andersson - Diseño